# 森田あゆみ
森田 あゆみ（もりた あゆみ、1990年3月11日 - ）は、群馬県太田市出身の元女子プロテニス選手。安藤証券所属。WTAツアーでシングルス・ダブルスとも優勝はなかったが、ダブルスで2度の準優勝がある。自己最高ランキングはシングルス40位、ダブルス65位。身長164cm、体重54kg。右利き、フォアハンド・バックハンド共に両手打ち。

## 来歴
小学生の頃にテニスを始め、2001年に開かれた「全日本ジュニアテニス選手権」12歳以下の部で優勝。2004年には「全日本ジュニアテニス選手権」18歳以下の部で優勝し、日本のトップジュニアの仲間入りをする。その後2004年の全日本テニス選手権では史上最年少の14歳（中学3年生）でベスト8に入り、地元では「天才テニス少女」と言われた。
2005年4月12日、日本テニス協会は彼女のプロ登録を認めることを決定。「15歳1か月」でのプロ転向は男女を通して当時日本史上最年少のプロ選手であった(2010年4月、辻佳奈美によってその記録は更新された)。その2ヶ月後、全仏オープンの女子ジュニア部門でいきなり準決勝へ進出した。ウィンブルドン終了後、日本人スポーツ選手として初めてスポーツ用品メーカーのアディダス社と「グローバル選手契約」を締結する。10月第2週に大阪で開かれた「世界スーパージュニアテニス選手権大会」ではシングルス準優勝、ダブルス優勝を記録する。11月19日、全日本テニス選手権の女子シングルスで米村知子を 4-6, 6-4, 6-3 の逆転で破り、「15歳8ヶ月8日」で初優勝。雉子牟田明子と沢松奈生子に続く、大会3番目の年少優勝記録をうちたてた。
2006年全豪オープンの女子ジュニア部門では、準決勝でキャロライン・ウォズニアッキに 6-7, 3-6 で敗れた。同年の全米オープンで女子シングルスの予選会に初挑戦を果たす（1回戦敗退）。その後、世界スーパージュニアテニス選手権大会では2年連続の準優勝で止まり、全日本テニス選手権では準々決勝で敗退した。
2007年から、森田は女子テニス国別対抗戦・フェドカップの日本代表入りを果たした。6月のウィンブルドンで、初めて4大大会女子シングルスの予選会を通過する。初めての本戦では、1回戦でマラ・サンタンジェロに 1-6, 6-3, 3-6 で敗れた。
2008年全仏オープンで、森田は初めて本戦直接出場（ストレートイン）を決めたが、1回戦で第12シードのアグネシュ・サバイに 1-6, 6-4, 4-6 のスコアで競り負けた。8月の北京五輪にも初出場を果たし、シングルス・ダブルスとも2回戦に進出する。シングルス2回戦では地元中国代表の李娜に 2-6, 5-7 で敗れ、杉山愛と組んだダブルスでは2回戦でビーナスとセリーナのウィリアムズ姉妹組に当たってしまった。10月のジャパン・オープンでは、中村藍子と組んでダブルス準優勝者になる。2009年度の4大大会女子シングルスではすべて本戦に直接出場したが、いずれも初戦敗退であった。
2010年ウィンブルドンで、シングルスはタマリネ・タナスガーンに 7-5, 6-1で勝利し、4大大会9回目の出場で念願の初勝利となった。張凱貞と組んだダブルスもクルム伊達公子、タナスガーン組に6-3, 7-6で勝利した。10月の楽天ジャパン・オープンでは決勝でジル・クレイバスを 6-3, 7-5 で破り優勝した（ジャパン・オープンは2009年からITFサーキット大会に降格しているのでWTAツアー初優勝ではない）。
2011年全豪オープン女子シングルス1回戦で、第27シードのアレクサンドラ・ドゥルゲルを、6-4, 6-4で破り全豪初勝利を挙げた。続く2回戦では17歳キャロリン・ガルシアを6-4, 6-4のストレートで破り、3回戦に進出した。3回戦では彭帥と対戦し、1-6, 6-3, 3-6 で敗れた。2月のドバイ・テニス選手権では予選から勝ち上がり、1回戦でペトラ・クビトバに 7-6(2), 7-6(3) で勝利して3回戦まで進出した。2011年10月3日の世界ランキングで40位の自己最高を記録している。
2014年頃から故障に悩まされるようになり、ツアー復帰と離脱を繰り返すようになった。2015年7月には右手首の手術を受けている。2017年より所属がキヤノンから安藤証券に変更になった。
2023年8月4日に現役引退を発表し、コーチになることを表明した。9月9日には安藤証券オープンが開かれた有明コロシアムで引退セレモニーが行われた。

## WTAツアー決勝進出結果

### ダブルス: 2回 (0勝2敗)
| 結果   | No. | 決勝日         | 大会     | サーフェス | パートナー | 対戦相手                              | スコア          |
| ------ | --- | -------------- | -------- | ---------- | ---------- | ------------------------------------- | --------------- |
| 準優勝 | 1.  | 2007年10月14日 | バンコク | ハード     | 波形純理   | 孫甜甜 晏紫                           | 棄権            |
| 準優勝 | 2.  | 2008年10月4日  | 東京     | ハード     | 中村藍子   | ジル・クレイバス マリナ・エラコビッチ | 6-4, 5-7 [6-10] |

## 4大大会シングルス成績
略語の説明
| W | F | SF | QF | #R | RR | Q# | LQ | A | Z# | PO | G | S | B | NMS | P | NH |

W=優勝, F=準優勝, SF=ベスト4, QF=ベスト8, #R=#回戦敗退, RR=ラウンドロビン敗退, Q#=予選#回戦敗退, LQ=予選敗退, A=大会不参加, Z#=デビスカップ/BJKカップ地域ゾーン, PO=デビスカップ/BJKカッププレーオフ, G=オリンピック金メダル, S=オリンピック銀メダル, B=オリンピック銅メダル, NMS=マスターズシリーズから降格, P=開催延期, NH=開催なし.
| 大会           | 2006 | 2007 | 2008 | 2009 | 2010 | 2011 | 2012 | 2013 | 2014 | 2015 | 2016 | 2017 | 2018 | 通算成績 |
| -------------- | ---- | ---- | ---- | ---- | ---- | ---- | ---- | ---- | ---- | ---- | ---- | ---- | ---- | -------- |
| 全豪オープン   | A    | LQ   | LQ   | 1R   | 1R   | 3R   | 1R   | 3R   | 2R   | A    | A    | LQ   | A    | 5–6      |
| 全仏オープン   | A    | LQ   | 1R   | 1R   | 1R   | 2R   | 2R   | 1R   | LQ   | A    | A    | A    | A    | 2–6      |
| ウィンブルドン | A    | 1R   | LQ   | 1R   | 2R   | 1R   | 2R   | 1R   | LQ   | LQ   | A    | A    | A    | 2–6      |
| 全米オープン   | LQ   | LQ   | LQ   | 1R   | 1R   | 1R   | 2R   | A    | A    | A    | A    | A    | A    | 1–4      |

## 関連書籍
- 『STEP―森田あゆみ、トップへの階段』神仁司著、出版芸術社、2012年